# بالا مرغاب (ولسوالی)
بالا مرغاب یکی از وُلُسوالی‌های ولایت بادغیس در شمال باختری افغانستان است. جمعیت آن در سال ۲۰۲۰ میلادی، ۱۰۹٬۸۷۴ نفر اعلام شده‌است.
طوری‌که از مطالعه آثار موَرخان و جغرافیه نگاران بر می‌آید، مرو، مرو رود و مرغاب نام‌های جداگانه‌ای هستند که گاه یکی به جای دیگری یعنی رود بر محل و محل بر رود به کار برده شده یا هم بعضاً هر کدام به عین مفهوم به کار برده شده‌است، هم به معنای شهر و ولایت و هم به مفهوم رود.

## نام
واژهٔ مرو در ادوار کهن به مفهوم حوزهٔ بزرگی در شمال غرب افغانستان به کار برده شده‌است. در اوستا (فصل اول وندیداد) به‌صورت مورو آمده که یکی از جملهٔ شانزده ایالات آریایی‌ها بوده‌است و آن پس از آیانم ویجه و سوعذه به حیث سومین ایالت آریائی‌نشین در وندیداد ذکر شده‌است. در یونانی به‌صورت مرگیانه یا مرجیانا آمده‌است که در نوشته‌های استرابون بطلیموس و ویلس به کار رفته‌است. به همین اساس رود مرد (مرغاب) را یونانی‌ها مرگوس گفته‌اند و این واژه را مشتق از ریشه یی دانسته‌اند که معنای آبیاری کردن را می‌رساند.

موَلف صورة الارض نیر مرغاب را اینطور معرفی می‌کند:
این رود از پشت بامیان می‌آید و نام آن مرغاب یعی مرو آب است.
اصطخری علاوه بر این وجه تسمیه باز هم علاوه می‌کند که منبع این رود مرو را مرغ همه گفته‌اند، چنان‌که گوید: 
رود مرو رود بزرگ است و این رود هاکی یاد کردیم همه از این رود برخیزد و آن را مرغاب خوانند یعنی آب مرو گویند کی نسبت این آب به آن جایگاه است که از بیرون می‌آید از غرجستان و این جایگاه را مرغ گویند.

## جغرافیا
این ولسوالی دارای ۱۳۳ روستا است و مساحت آن ۵٬۰۱۵ کیلومترمربع است. ولسوالی بالا مرغاب توسط ترکمنستان، مقر، قادس، جوند، غورماچ و قیصار ولایت فاریاب احاطه شده‌است.
مرغاب ولسوالی ای تپه ای است که در شمال باختری ولایت بادغیس واقع شده‌است. بیشتر مردم آن در دره مرغاب زندگی می‌کنند.